# Salisbury (Vermont)
Salisbury – miasto w Stanach Zjednoczonych, w stanie Vermont, w hrabstwie Addison.